# Riotuerto (Cantabria)
Riotuerto es un municipio de España, ubicado en Cantabria. Perteneciente a la comarca de Trasmiera, cuenta con una población de 1670 habitantes (INE 2024). Se encuentra a una distancia 23 kilómetros de la ciudad de Santander.

## Geografía

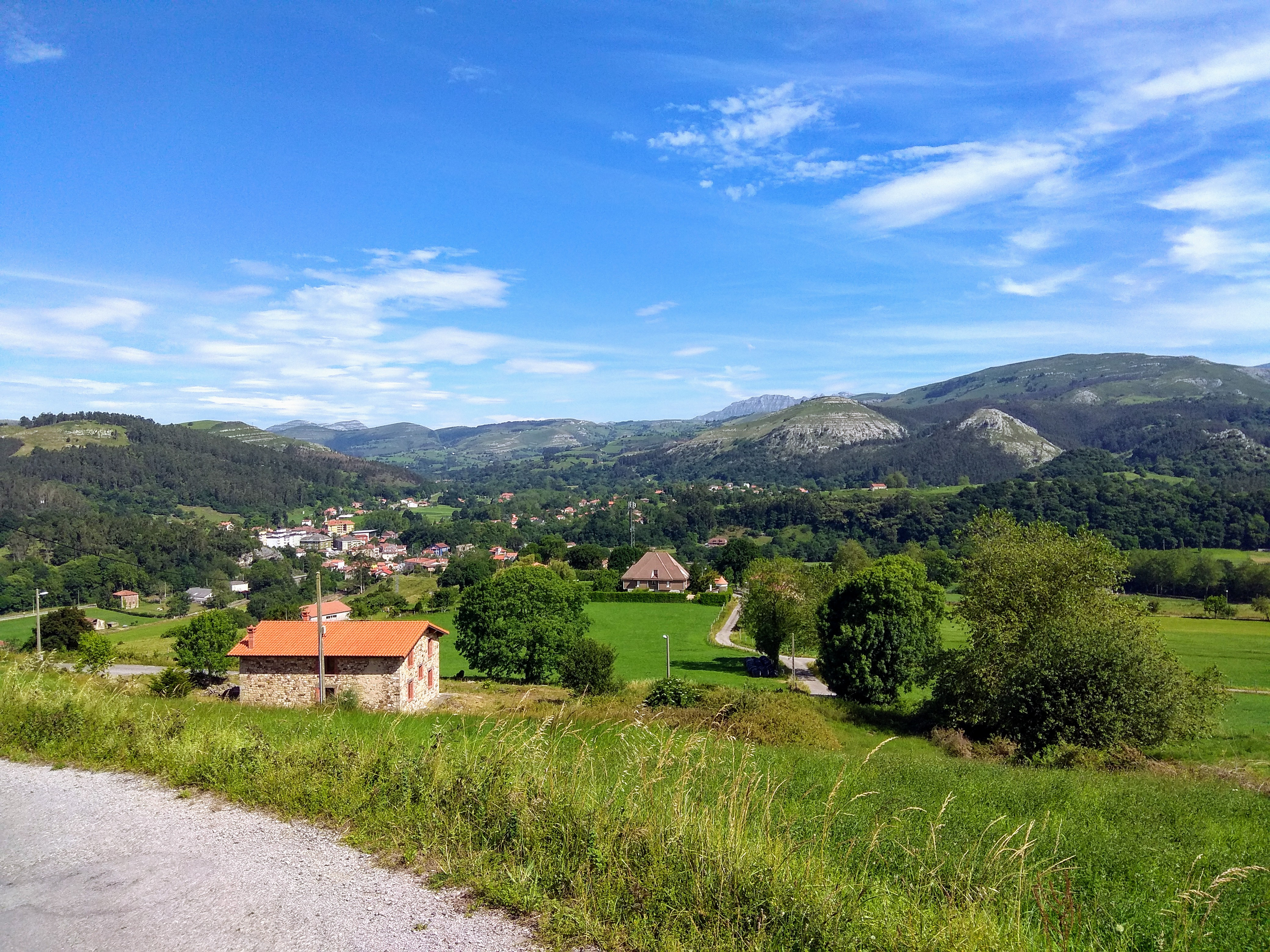
Vista del municipio desde Sierra Hermosa

Riotuerto está situado en el oriente de Cantabria, dentro de la comarca histórica de Trasmiera, limitando con los municipios de Medio Cudeyo, Entrambasaguas, Arredondo, Miera y Liérganes.
El municipio constituye un espacio de transición entre la franja costera (La Marina) y los relieves interiores de La Montaña. Se organiza territorialmente en torno al valle del río Miera y a los valles formados por sus afluentes, los arroyos Revilla (también conocido como Covadal) y Canónigo. El relieve está definido por sistemas montañosos que constituyen una prolongación de la Sierra del Escudo de Cabuérniga, conformando un paisaje de media montaña atlántica.

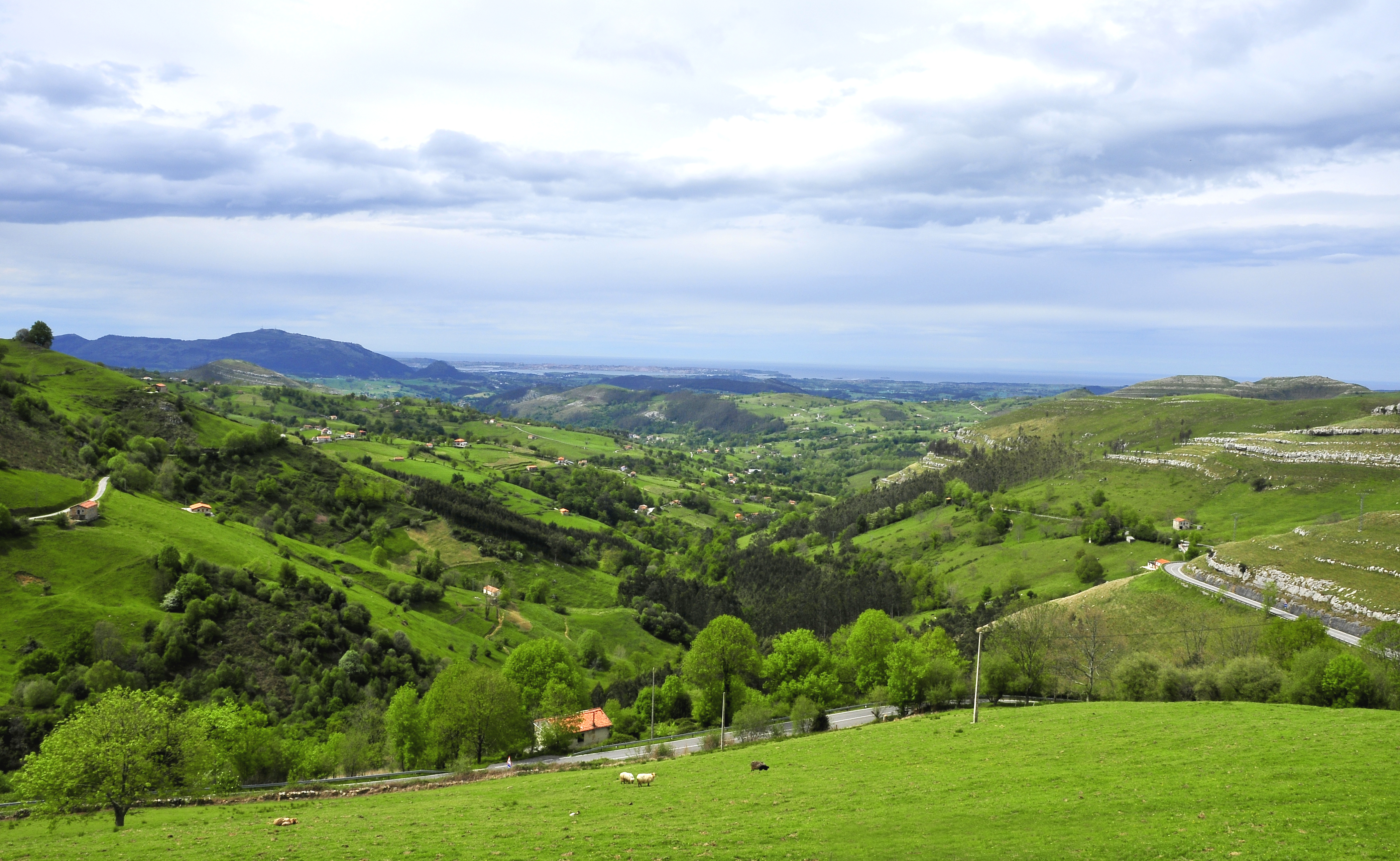
Vista del municipio desde el puerto de Alisas

En este entorno destaca el puerto de Alisas, un amplio collado que delimita por el sur el término municipal y actúa como divisoria natural entre las cuencas del Miera y del Asón. Compartido con los municipios de Arredondo y Ruesga, este puerto de montaña constituye además un excelente mirador sobre los contrastantes paisajes de La Marina, la Montaña Oriental y el singular karst cerrado de Matienzo.
El municipio se halla en las estribaciones de la Cordillera Cantábrica, presentando una orografía con alternancia de valles encajados, suaves collados y abruptas laderas, modeladas por la intensa pluviosidad y el uso agroganadero. Presenta una altitud máxima en Garma Blanca (705 m).
Los prados y cabañas ganaderas ocupan tanto las zonas bajas como las vertientes montañosas, en un paisaje mosaico que refleja la persistencia de un poblamiento rural disperso y adaptado a las condiciones del medio.
El sustrato geológico del municipio de Riotuerto se formó principalmente durante el Cretácico, tanto en su fase Inferior como Superior, con predominio del primero. Está compuesto por materiales sedimentarios de origen marino, como calizas, margas y areniscas, propias de la Cordillera Cantábrica oriental. En las inmediaciones del puerto de Alisas afloran también calcarenitas y calizas arenosas, algunas de ellas susceptibles de carstificación.
Esta litología carbonatada ha dado lugar a un paisaje kárstico con formas geológicas bien definidas, donde se alternan relieves abruptos y rocosos —especialmente en cotas elevadas— con zonas más suaves, asociadas a roquedos margosos, que han favorecido el desarrollo de suelos fértiles. Este contraste geológico se traduce en un mosaico de usos del suelo, que combina áreas de pradería y bosque con sectores más áridos y escarpados de difícil aprovechamiento.
El karst activo se manifiesta en formas como dolinas, lapiaces, torcas y garmas (relieves de caliza erosionada y sin cobertura vegetal), que conforman áreas agrestes y de difícil acceso, como Garma Blanca (705 m) o Las Piqueras (692 m) en Cullarboso. Esta diversidad geológica genera un mosaico de paisajes con un fuerte contraste entre lo agreste y lo pastoral. El modelado kárstico también ha favorecido fenómenos endokársticos, como simas y cuevas, algunas de las cuales fueron aprovechadas históricamente.

### Clima
El municipio de Riotuerto presenta un clima oceánico templado húmedo, ordenado como Cfb según la clasificación climática de Köppen. Este clima se caracteriza por temperaturas suaves y precipitaciones abundantes y bien distribuidas a lo largo del año.

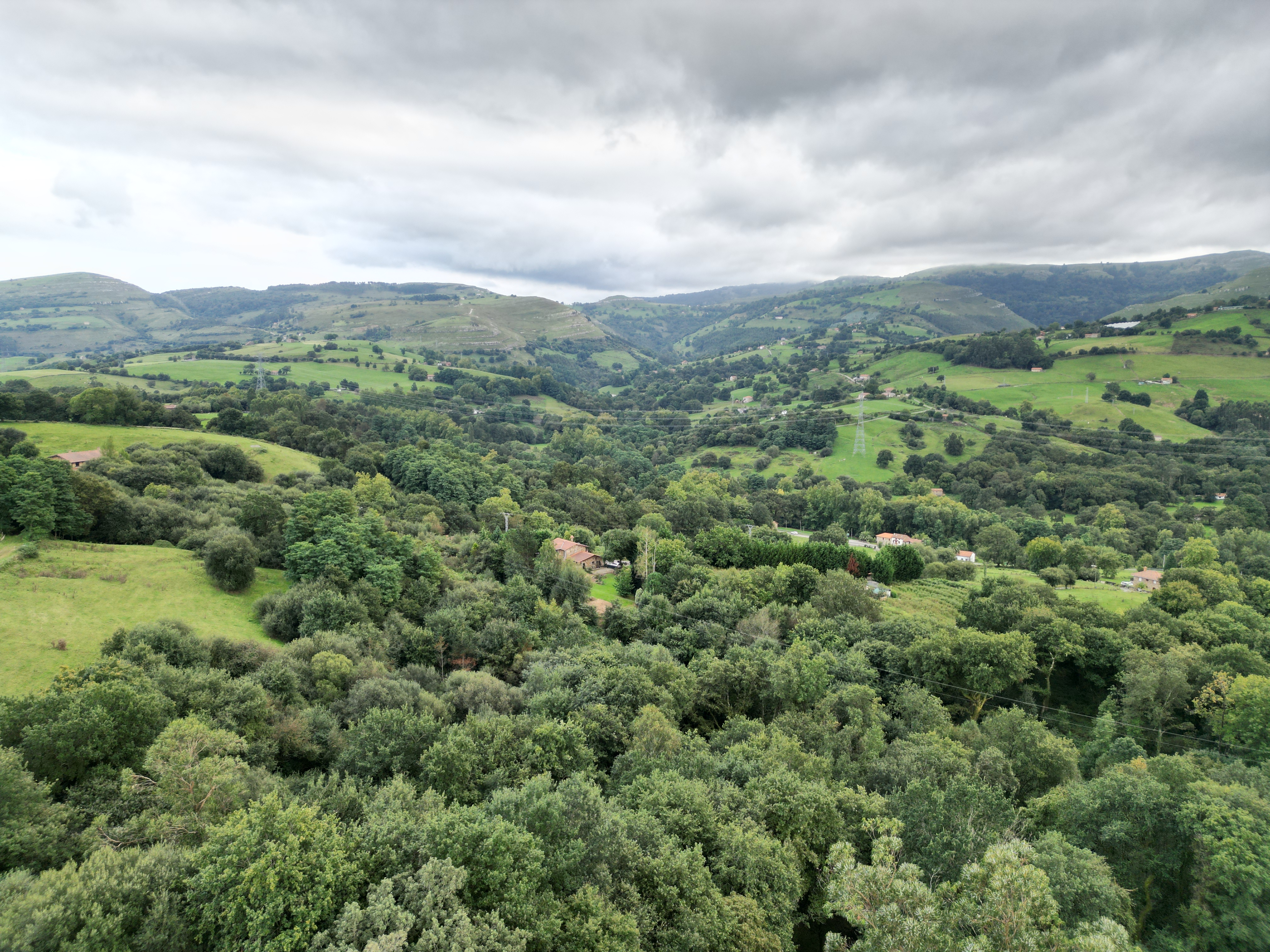
Vista del valle del arroyo Revilla desde Camposdelante. El municipio se caracteriza por un paisaje mosaico, en el que se alternan praderías con diferentes tipos de bosques.

La temperatura media anual en Riotuerto se sitúa en torno a los 13 °C, con valores medios de las mínimas cercanos a los 8 °C y máximas en torno a los 17 °C. Enero es el mes más frío, con temperaturas medias de unos 9 °C en las zonas más bajas del valle, mientras que agosto, el más cálido, alcanza promedios de 18 °C. Las variaciones térmicas a lo largo del año son moderadas, y los episodios de calor extremo son poco frecuentes gracias a la influencia reguladora del océano Atlántico.
El régimen térmico anual presenta un ligero desfase con respecto al litoral cantábrico, como consecuencia de la menor inercia térmica del interior respecto al mar, lo que provoca que los contrastes estacionales estén algo más marcados, aunque sin perder el carácter templado propio del clima oceánico.
Las precipitaciones superan los 1600 mm anuales, con máximos en otoño y primavera. El verano no presenta una sequía acusada, ya que las lluvias, aunque menos frecuentes, siguen presentes. La orientación noroeste del valle, que canaliza aire húmedo marino, y la relativa proximidad a los montes pasiegos —el sector más lluvioso de Cantabria, dónde se llegan a superar localmente los 2500 mm anuales de precipitación en la zona de Castro Valnera— favorecen la entrada de masas de aire húmedo y el efecto Foehn, incrementando las precipitaciones, especialmente en las zonas más elevadas.
Los vientos dominantes del oeste traen humedad desde el mar, y la configuración del valle permite su penetración hasta el fondo del mismo sin apenas oposición. Durante el verano, el anticiclón de las Azores y los vientos del nordeste aportan estabilidad, pero sin eliminar completamente la humedad. Las temperaturas rara vez superan los 30 °C, salvo en episodios breves de entrada de aire sahariano.
La nieve es un fenómeno poco frecuente en Riotuerto, con una media anual de menos de cinco días de nevada. Las condiciones climáticas favorecen un entorno verde y húmedo, propicio para las actividades ganaderas tradicionales.

## Historia

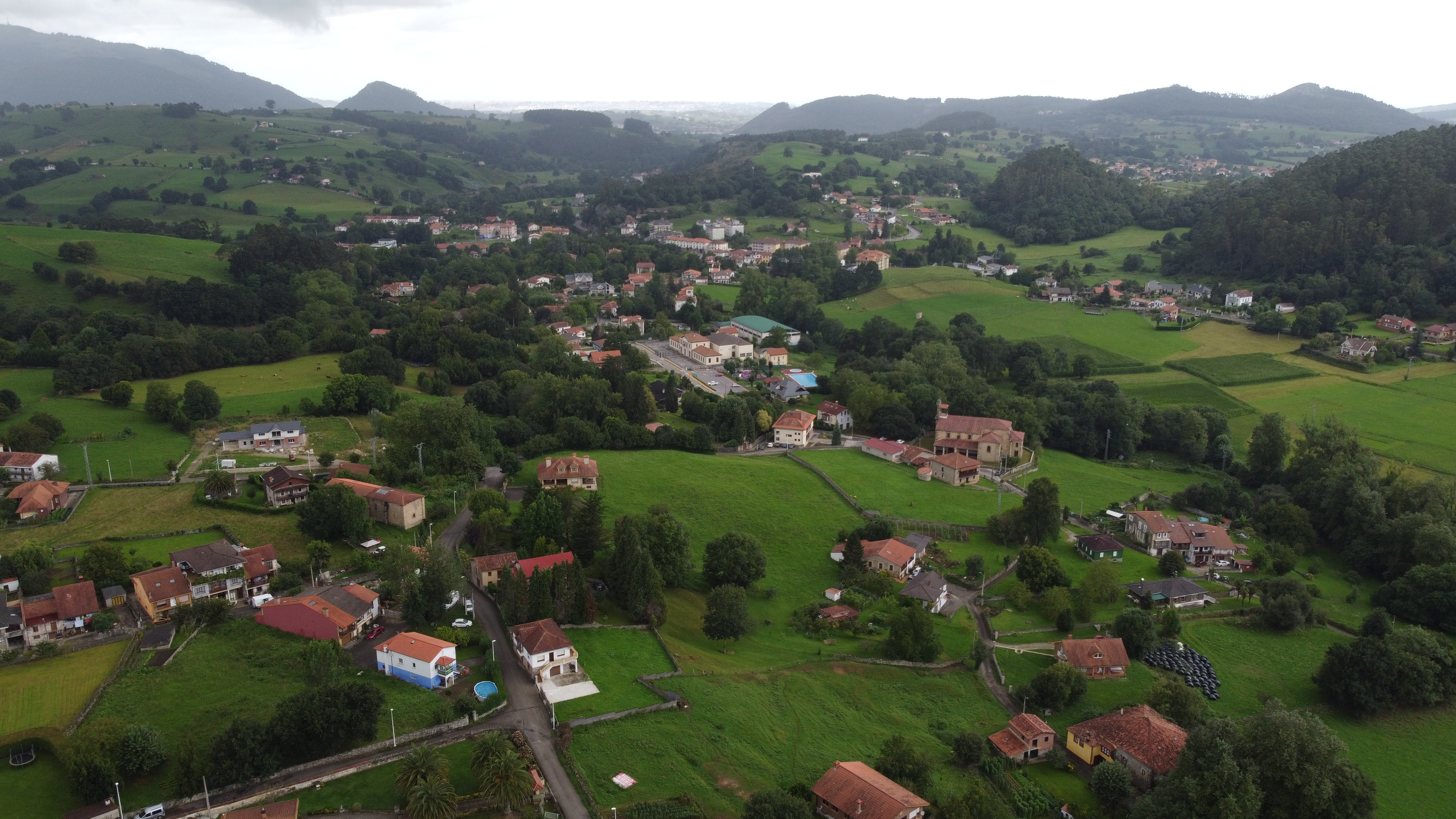
Vista aérea de La Cavada

La ocupación humana en el municipio de Riotuerto está testificada por los restos hallados en la cueva del Canónigo, en la localidad de Rucandio, y en las cavidades de La Peña y La Tea, ambas ubicadas en La Cavada, en donde se han encontrado estos restos pertenecientes a la Edad del Bronce.
Diversas referencias históricas confusas señalan la presencia en el municipio de minas de origen romano. La primera mención la recoge Gaspar Melchor de Jovellanos en 1791 donde señala que se hallaron picos y cuñas de enorme tamaño en unas galerías antiguas próximas a La Cavada y que sospecha tenían su origen romano, sin más información que permita asegurar tal afirmación.
En 1930 Fermín de Sojo y Lomba indicaba que debajo del santuario de Los Llanos, en Navajeda, existían señales de explotación minera de calamina y blenda, donde aparecieron varias monedas romanas, aunque sin conocerse su paradero ni época.

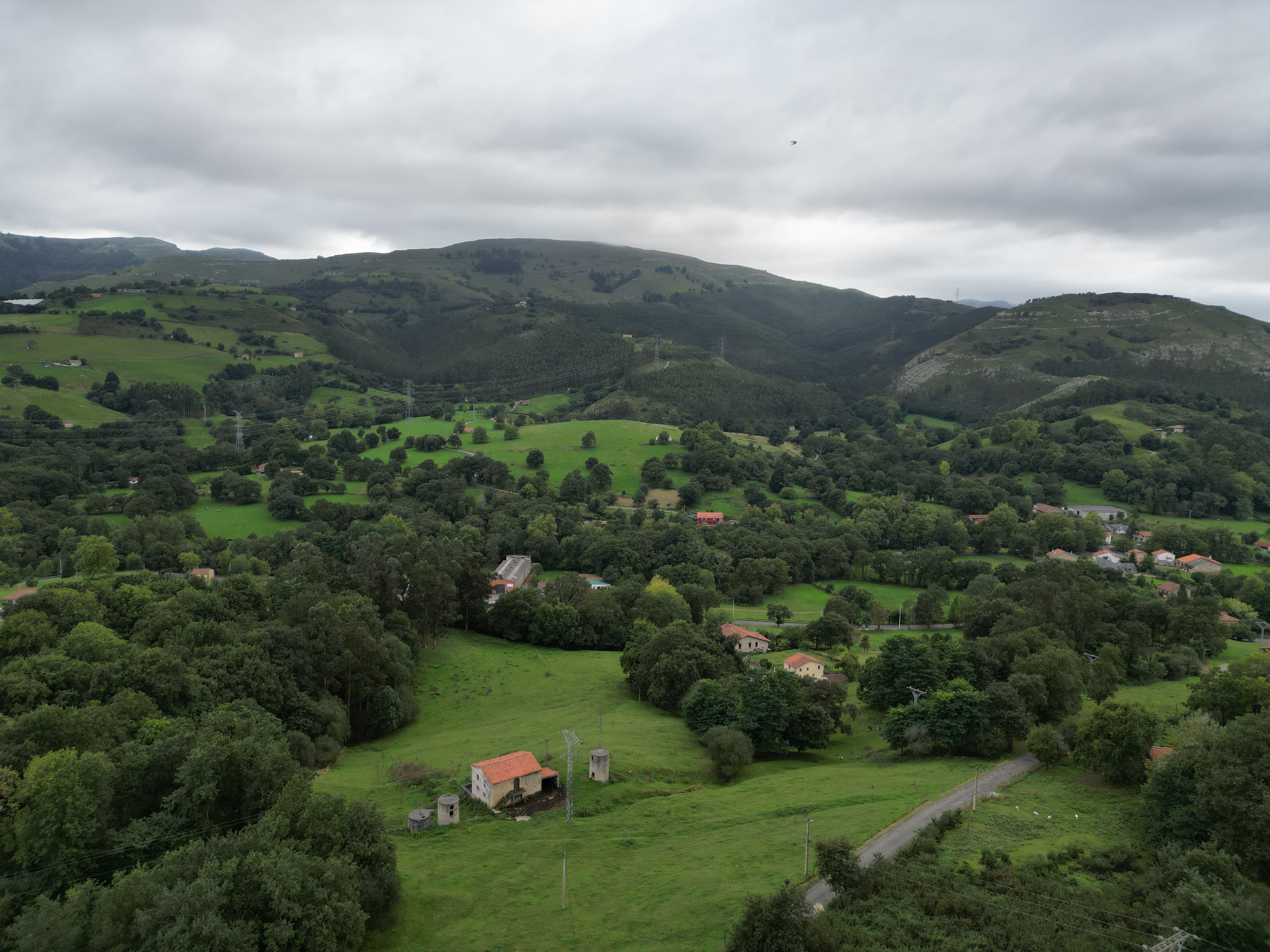
Vista aérea del monte Brenas y El Brujirio a su derecha

En un estudio de los años 1990 en el que se hizo una prospección de las minas que se encuentran debajo del santuario de Los Llanos, las denominadas como minas del Barrio de Arriba o de Los Llanos, se encontraron tres galerías, una de ellas taponadas y que es la que llega hasta debajo de la ermita, en cambio las otras dos no presentan ningún indicio de explotación romana, pero ello quizás sea debido a una posible reutilización moderna y ensanchamiento de las galerías, acabando con todo vestigio.
Los primeros textos escritos sobre el municipio datan de 1085, apareciendo en el Cartulario de Santa María del Puerto de Santoña. En época bajomedieval sus heredades pertenecieron al abadengo de Santander, mientras que la localidad de Rucandio estuvo históricamente diferenciada por su pertenencia al señorío de Escalante. En el Becerro de las Behetrías, de 1351, el municipio aparece bajo la jurisdicción de Pedro González de Agüero y el dominio de la Casa de los Velasco.

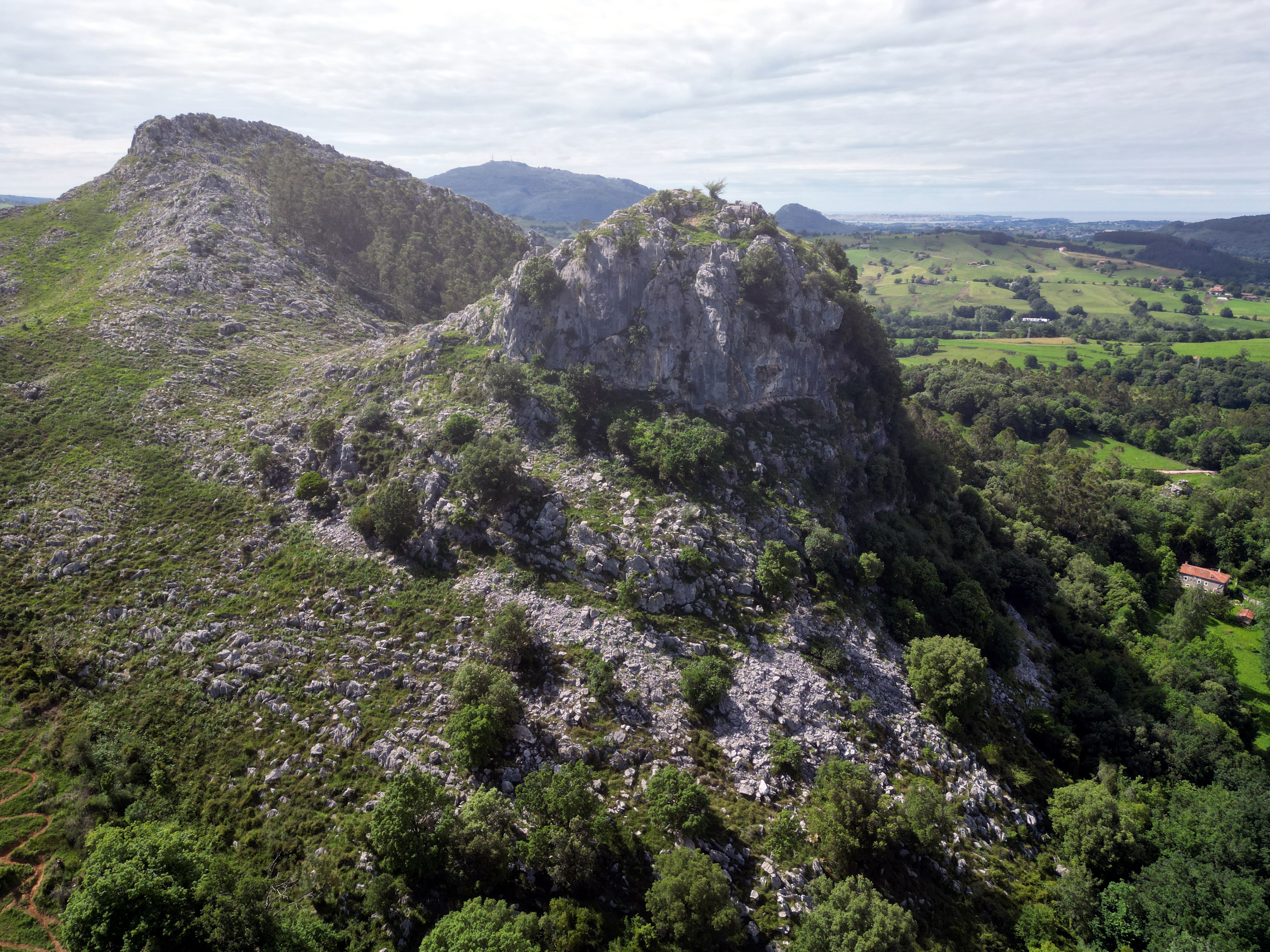
Vista suroeste del pico Castillo. Sobre esta elevación debió de existir una antigua fortificación de la Alta Edad Media relacionada con el Condado de Riotuerto.

Junto al camino histórico de Angustina a Riotuerto diversas fuentes hacen mención a la existencia de un castillo altomedieval, posiblemente asociado al Condado de Riotuerto. Este condado es citado por Lope García de Salazar en su obra «Bienandanzas y Fortunas», escrita en el siglo XV, y está vinculado a la casa de Lara. Según las crónicas, los herederos de este linaje transmitieron el condado, por línea bastarda, a Pedro González de Agüero, un destacado señor de Trasmiera del siglo XIV. Esta fortaleza se ubicaría en la cumbre del pico Castillo, una elevación de roca caliza que alcanza los 263 metros de altura. El pico se caracteriza por su forma cónica, su pronunciada pendiente y su aislamiento geográfico. En la cima, se encuentra una pequeña meseta de aproximadamente 300 metros cuadrados donde se asentaría la torre. A pesar de la ausencia de prospecciones arqueológicas formales, se han hallado restos de tejas y evidencias de una muralla derruida, así como sillería de arenisca que no es originaria del lugar. La muralla parece estar situada en el flanco sur de la elevación, la zona más accesible, mientras que los demás flancos son escarpados o presentan precipicios. Esta fortaleza desempeñaría una función en el control del camino entre montañas, sirviendo como punto estratégico de la zona. 
Durante el Antiguo Régimen el concejo de Riotuerto perteneció al tercio de Allendelagua, que formaba parte de la Real Junta de Cudeyo, y se integró en el Corregimiento de las Cuatro Villas de la Costa de la Mar.
En 1822, al crearse los ayuntamientos constitucionales, se formaron dos con el tercio de Allendelagua, uno de los cuales abarcaba el concejo de Riotuerto, dentro del partido de Liérganes.
En la reforma de 1835 se le agregó el de Rucandio, aunque en esta ocasión fue adscrito al partido judicial de Entrambasaguas. Cincuenta años más tarde pasó al de Santoña y posteriormente al de Santander. Desde 1992 Riotuerto pertenece al partido judicial de Medio Cudeyo.

### Real Fábrica de Artillería
La historia de Riotuerto está muy ligada a la instalación de la Real Fábrica de Artillería de La Cavada, creada en 1634 por Jean Curtius y cerrada a finales del siglo XVII. Con sus cinco hornos, llegaron a suministrar armamento a las plazas fuertes de España y sus colonias y a la Armada Real.

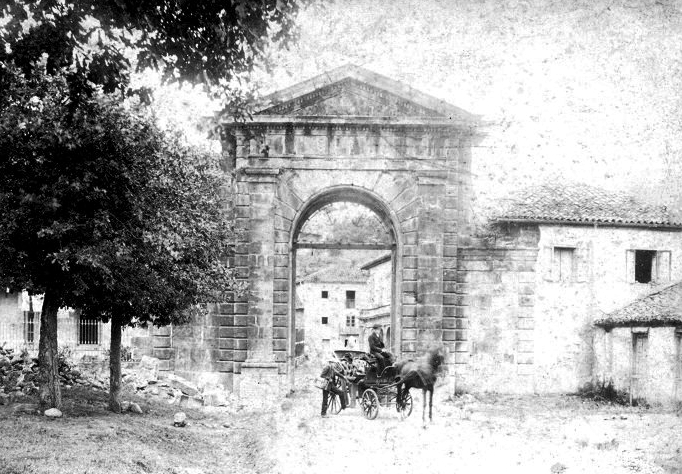
Arco de acceso a la Real Fábrica de Artillería de La Cavada en 1890, cuando las instalaciones ya habías sido abandonadas.

Su emplazamiento viene dado por la gran cantidad de bosques en la cabecera del valle del Miera y por la existencia de un río caudaloso y constante, el Miera, que permitía transportar la madera de una forma fácil hasta La Cavada. Cabe mencionar que la localidad no existía como tal por aquel tiempo, pues se crea y desarrolla posteriormente al albor de la fábrica de artillería.
A la Real Fábrica llegaron numerosos operarios flamencos para poner en funcionamiento y enseñar las últimas técnicas de fundición. La fama de los Altos Hornos trascendió las fronteras, siendo reconocidas sus piezas en toda Europa.
Desde 1787, la fábrica toma nuevos rumbos de producción, elaborando bienes de equipo para industrias y escudos heráldicos con destinos a palacios (por ejemplo las cañerías de las fuentes de La Granja de San Ildefonso en Segovia o Escudo de los Brito en La Cavada). Es a finales del siglo XVIII cuando Real Fábrica entra en su definitiva crisis por la falta de recursos económicos, de materias primas y de innovación en sus procesos de producción. En 1826 la fábrica realizó su última fundición, pero ya mucho antes su producción era muy escasa.
Los descendientes de los técnicos belgas que vinieron a estas fábricas se expandieron en comarcas limítrofes perviviendo en la actualidad. Los apellidos, en su mayoría valones, pasaron a ser españoles en el siglo XVIII (Arche, Baldor o Valdor, Del Val, Bernó, Guate, Lombó, Marqué, Oslé o Uslé, Otí, Rojí, Roqueñí, Maeda, Sart, etc.).
Ya en el siglo XX y al igual que en muchos municipios de Cantabria, la emigración de numerosos vecinos de Riotuerto a América, sobre todo en la primera mitad del siglo, fue una circunstancia destacada y obligada por el aumento demográfico y las pobres condiciones de las economías familiares.

## Demografía
Riotuerto cuenta con una población de 1670 habitantes (INE 2024).
| Gráfica de evolución demográfica de Riotuerto entre 1842 y 2021                                                     |
| |
| Población de derecho según los censos de población del INE Población de hecho según los censos de población del INE |

## Economía

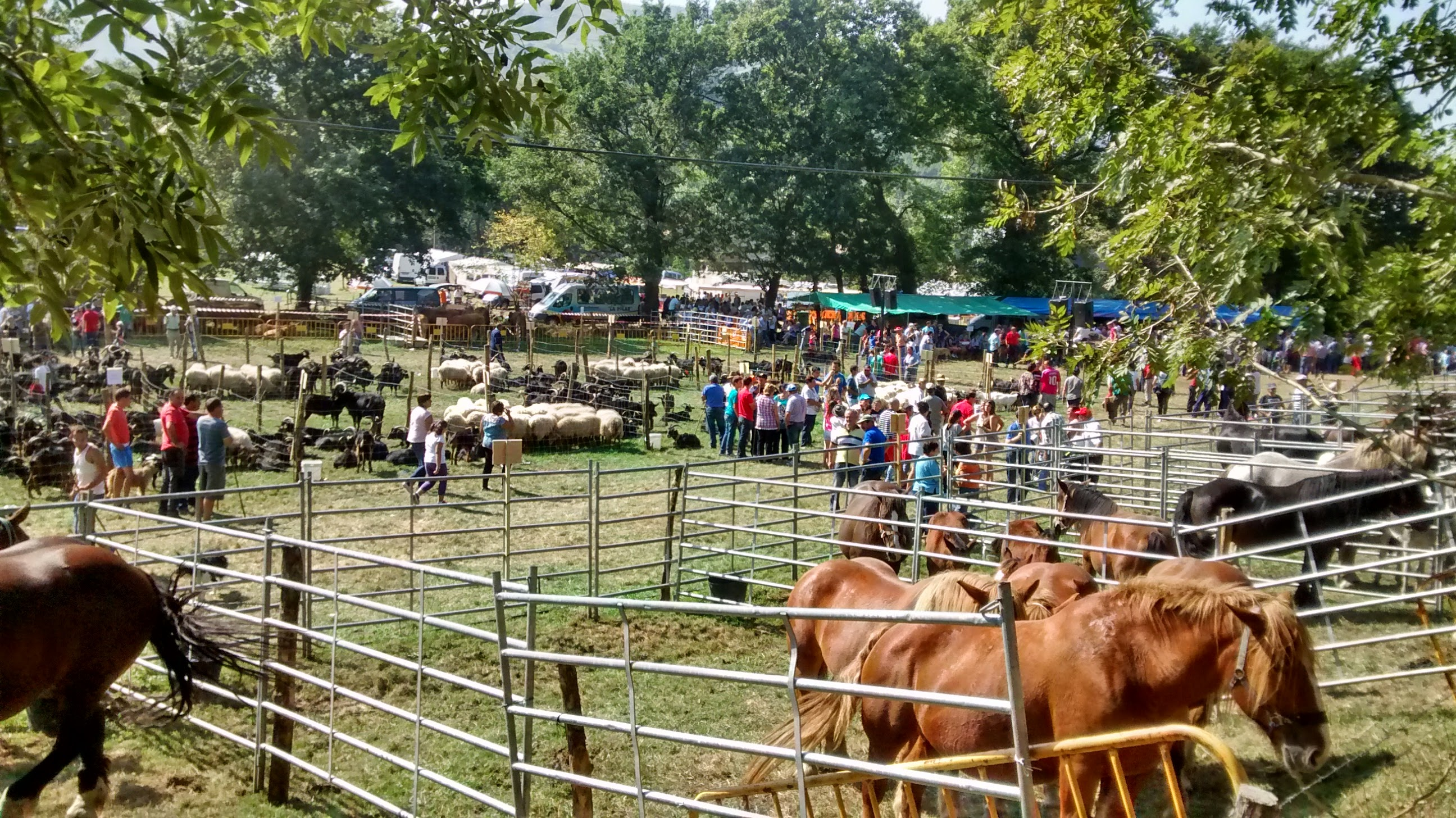
Feria ganadera en la localidad de Barrio de Arriba (2014)

Por actividades económicas, la población está empleada un 22,5 % en el sector primario (ganadería vacuna de leche especialmente), otro 46,1 % en el terciario, un 17,5 % en la industria y un 14 % en la construcción (datos de 2001).

## Administración y política

### Organización territorial
El municipio, con una superficie de 30,5 km², tiene cinco entidades de población, con capital en La Cavada:
- Angustina
- Barrio de Arriba
- La Cavada (capital)
- Monte
- Rucandio

### Gobierno municipal
| Partido político                         | 2023  | 2023  | 2023       | 2019  | 2019  | 2019       | 2015  | 2015  | 2015       | 2011  | 2011  | 2011       | 2007  | 2007  | 2007       | 2003  | 2003  | 2003       |
| Partido político                         | Votos | %     | Concejales | Votos | %     | Concejales | Votos | %     | Concejales | Votos | %     | Concejales | Votos | %     | Concejales | Votos | %     | Concejales |
| Partido Regionalista de Cantabria (PRC)  | 452   | 38,63 | 4          | 512   | 43,61 | 4          | 603   | 51,54 | 5          | 525   | 46,63 | 4          | 634   | 55,03 | 6          | 489   | 42,93 | 4          |
| Partido Popular (PP)                     | 437   | 37,35 | 4          | 475   | 40,45 | 4          | 507   | 43,33 | 4          | 529   | 46,98 | 5          | 377   | 32,73 | 3          | 401   | 35,21 | 4          |
| Por Riotuerto (POR)                      | 208   | 17,77 | 1          | —     | —     | —          | —     | —     | —          | —     | —     | —          | —     | —     | —          | —     | —     | —          |
| Partido Socialista Obrero Español (PSOE) | 63    | 5,38  | 0          | 119   | 10,13 | 1          | 44    | 3,76  | 0          | 59    | 5,24  | 0          | 71    | 6,16  | 0          | 107   | 9,39  | 1          |

## Infraestructuras y servicios

### Transporte

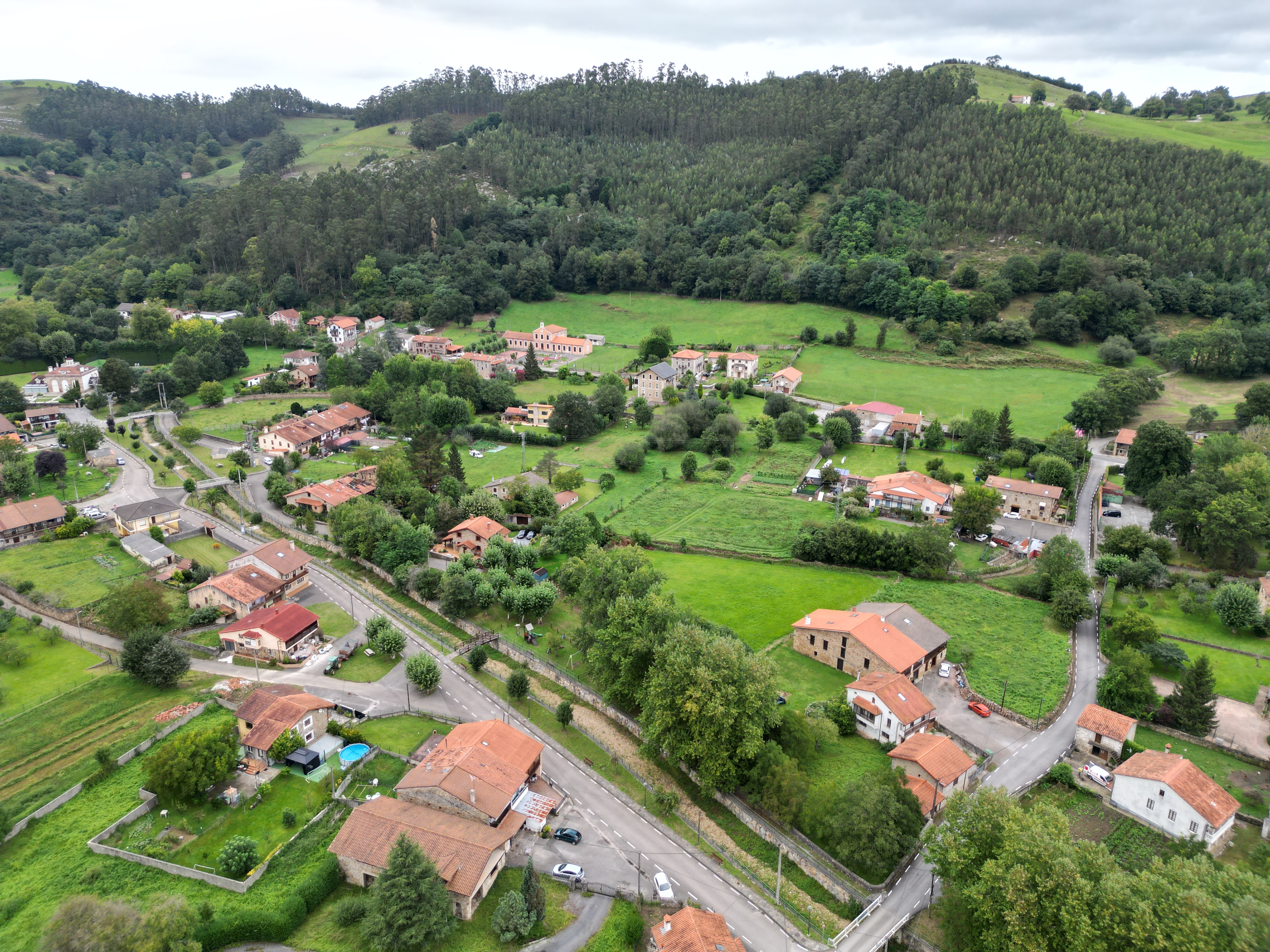
Vista aérea de la localidad de Barrio de Arriba, atravesada por el arroyo Covadal (o Revilla).

Riotuerto cuenta con varias vías de comunicación que lo conectan con los municipios limítrofes y con el resto de Cantabria. Las carreteras autonómicas CA-161, CA-261 y CA-651 enlazan el municipio con localidades vecinas como Solares, Liérganes, Arredondo y Entrambasaguas.
El transporte público con la capital regional, Santander, se realiza mediante la línea de cercanías C-3 de Renfe, operada sobre vía de ancho métrico, con una frecuencia aproximada de un tren por hora. Además, existe una línea de autobús interurbano que presta servicio entre Riotuerto y Santander con una expedición diaria en ambos sentidos.

## Cultura

### Patrimonio

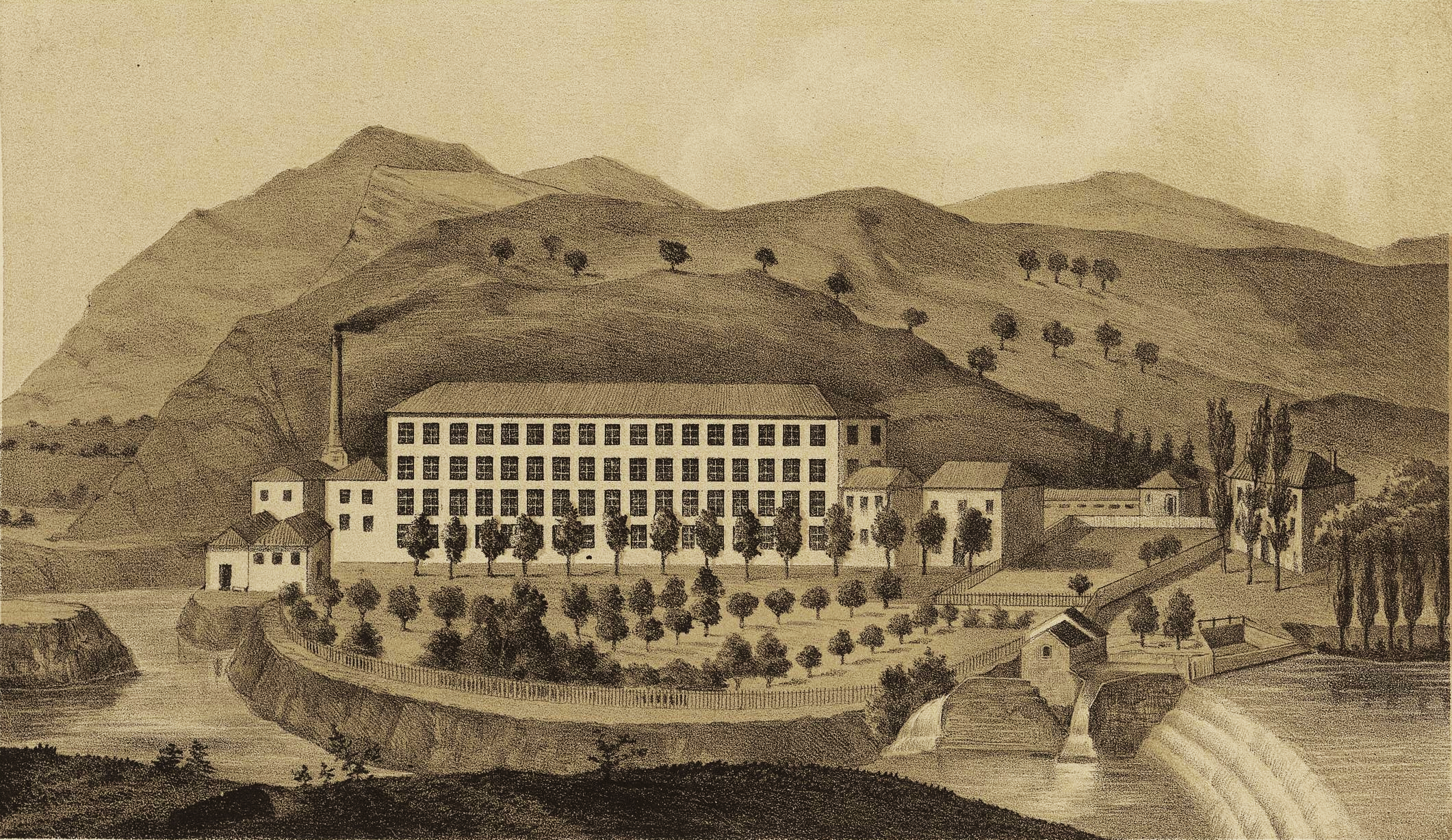
Grabado de 1876 de la fábrica de «La Montañesa Textil».

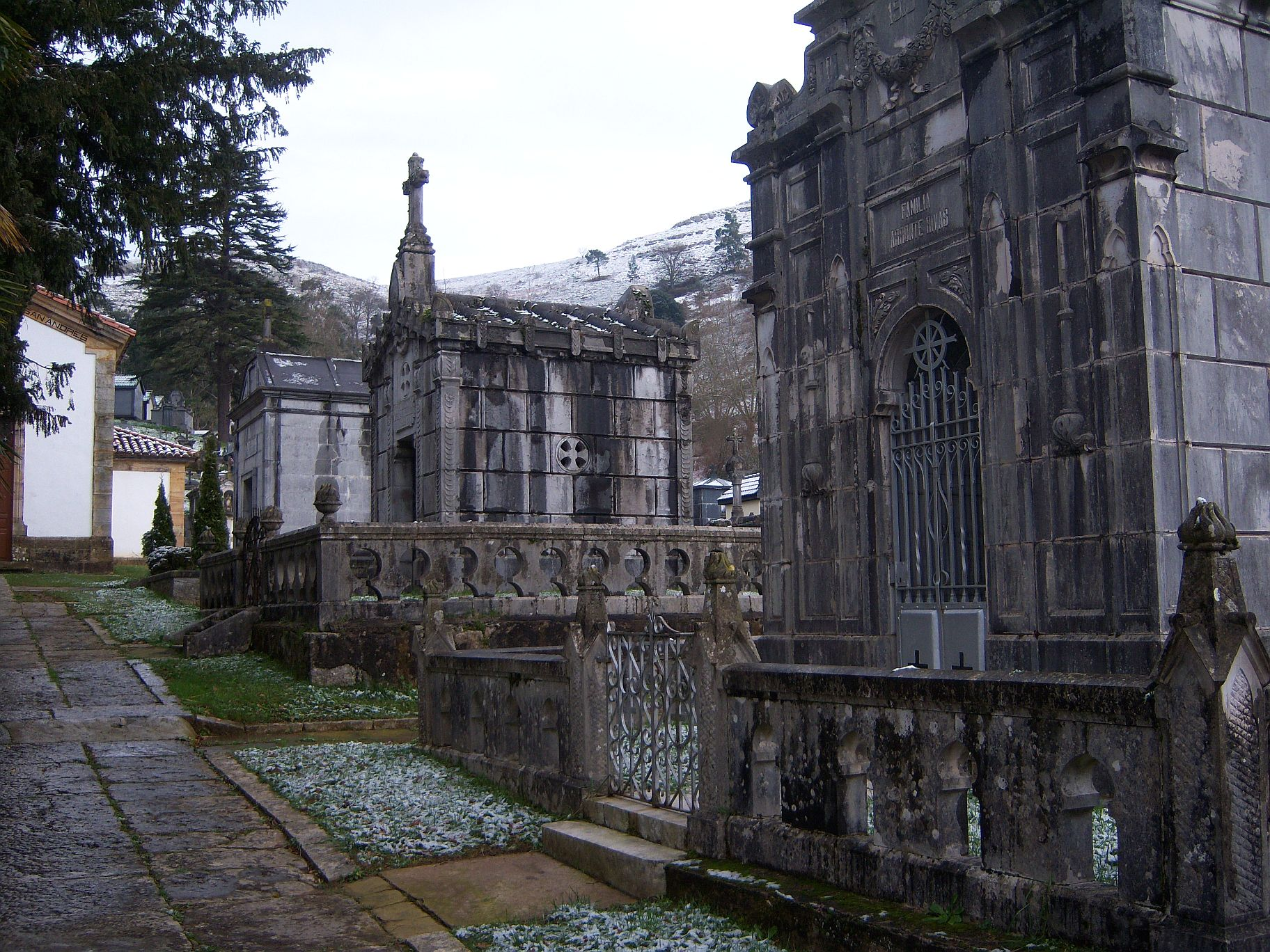
Panteones de indianos en el cementerio de San Andrés en La Cavada

Tres son los bienes de interés cultural del municipio:
- Portalada de Carlos III en La Cavada, con categoría de monumento; data de 1784.
- Iglesia parroquial de Rucandio, monumento; dedicado a Santa María Magdalena, data de 1740.
- Real Fábrica de Cañones de La Cavada, lugar cultural.

Otros lugares de interés son:
- Antigua fábrica de La Montañesa Textil en La Cavada. Inaugurada en 1874 y de estilo fabril manchesteriano, uno de los principales ejemplos del inicio de la Revolución Industrial en Cantabria.
- Iglesia de San Juan Bautista, de los siglos XVI y XVII (La Cavada).
- Casonas de principios del siglo XIX en La Cavada, pertenecientes a indianos o emigrantes que volvieron de América enriquecidos.
- Casa de los Cordero, en el Barrio de Arriba. Data de la segunda mitad del siglo XVI y fue construida a partir de tres torres bajomedievales.
- Cementerio de San Andrés (La Cavada), de finales del siglo XIX.
- Humilladero del siglo XIX (Barrio de Arriba).

### Folclore y fiestas
Es tradicional la actuación en fiestas de grupos de danzantes que recorren los barrios con bailes típicos al son del pito y el tambor. Las fiestas más destacadas son las siguientes:
- 15 de mayo, San Isidro Labrador.
- 24 de junio, San Juan Bautista: Patrón del municipio.
- 29 de junio, San Pedro.
- 22 de julio, Santa María Magdalena (Rucandio).
- Durante la tercera semana de agosto se celebra Fiesta de la Juventud (La Cavada).
- El cuarto sábado de agosto se celebra la Toma de posesión del Brigadier Casado Torres de las Reales Fábricas de Artillería junto con cinco días de conferencias, todo ello declarado Fiesta de Interés regional.
- 16 de septiembre, San Cipriano (Barrio de Arriba).